# Arbouans
Arbouans − to miejscowość i gmina we Francji, w regionie Burgundia-Franche-Comté, w departamencie Doubs.
Według danych na rok 1990 gminę zamieszkiwało 1185 osób, a gęstość zaludnienia wynosiła 898 osób/km² (wśród 1786 gmin Franche-Comté Arbouans plasuje się na 138. miejscu pod względem liczby ludności, natomiast pod względem powierzchni na miejscu 1050.).